# 프로메테우스 (위성)
프로메테우스(Prometheus)는 토성의 불규칙 위성이다. 프로메테우스는 1980년(10월 25일전쯤) 보이저 1호(Voyager 1)가 촬영한 사진으로 인해서 발견되었고, 임시 이름은 S/1980 S 27이다.
늦게 1985년에 프로메테우스라는 공식적인 이름이 붙여졌다. 프로메테우스는 그리스 신화의 티탄 족의 하나이다. 토성 XVI이라고도 한다.
이 작은 위성의 모양은 매우 길쭉한데, 지름은 약 119×87×61 km 정도로 측정되었다. 표면에서는 여러 개의 능선과 계곡과 약 20 km 지름의 충돌구를 볼 수 있다. 하지만 판도라(Pandora), 에피메테우스(Epimetheus), 야누스(Janus)보다는 충돌구가 덜 많다.
매우 낮은 밀도와 상대적으로 높은 반사율은 프로메테우스가 다공성의 얼음으로 이루어져있다는 것을 알 수 있다. 하지만 아직 프로메테우스에 대해서 불확실한게 많다. 그래도 이제 조금씩은 밝혀지고 있기는 하다.
프로메테우스는 토성의 F 고리에서 양치기 위성 역할을 하고 있다. 카시니 호의 최근 이미지에 의하면 프로메테우스는 F 고리의 입자를 지키면서도 일정하게 빨아들이고 있는 게 밝혀졌다. 프로메테우스의 궤도는 판도라의 궤도 공명으로 인해서 궤도 혼란을 나타낼 것으로 추정된다. 그 오차는 약 6.2년 마다 궤도가 변함으로써 감지할 수 있다. 판도라의 근점 때와 프로메테우스의 원점 때에는 최대 1,400 km까지 접근할 것으로 보인다.

## 같이 보기
- 토성의 위성
- 프로메테우스